# Angelo Quaglio II

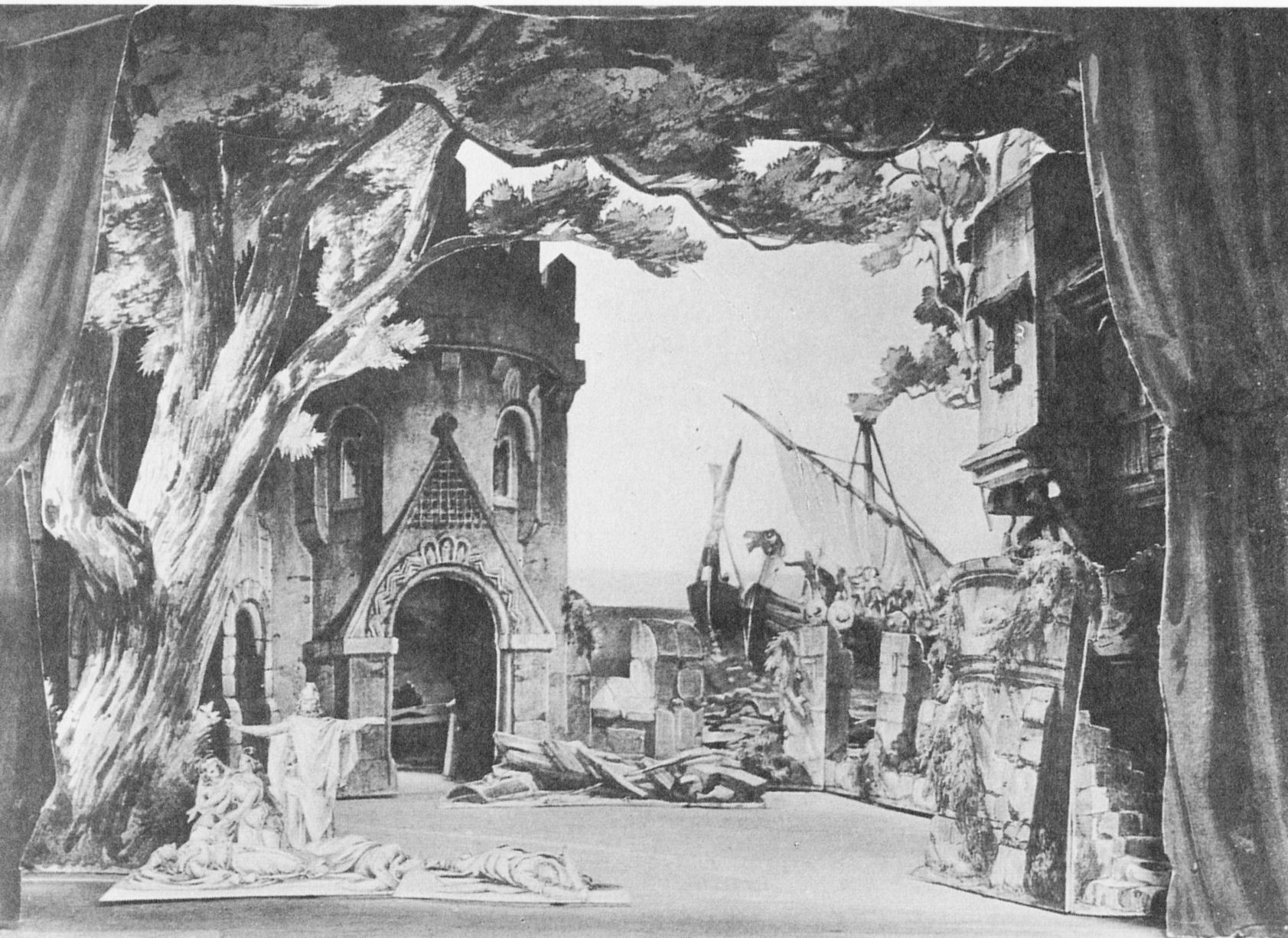
Bühnenmodell Quaglios zum 3. Aufzug der Uraufführung von Richard Wagners „Tristan und Isolde“ am 10. Juni 1865 in München

Angelo Quaglio der Jüngere (* 13. Dezember 1829 in München; † 5. Januar 1890 in München) war ein deutscher Theaterdekorationsmaler und Innenarchitekt.

## Leben
Quaglio erhielt bei seinem Vater, dem Maler Simon Quaglio, und bei Franz Adam ersten Unterricht und ging zur weiteren Ausbildung zu Carl Gropius nach Berlin und zu Charles-Antoine Cambon nach Paris. Seit 1850 wieder in München, war er Hoftheatermaler und erster Gehilfe seines Vaters. 1854/55 unternahm Quaglio Studienreisen nach Paris, Brüssel, Berlin, Dresden und Hannover und wurde 1860 Leiter des Dekorationswesens am Hoftheater in München. Die Entwürfe zu den Werken Richard Wagners, die dessen Wünsche berücksichtigten, sowie zu den Privatvorstellungen König Ludwig II. begründeten den Weltruf seiner Werkstatt. 1865–80 arbeitete Quaglio auch für das Theater in Dresden sowie für die Hofbühnen in Berlin, Stuttgart, Hannover und St. Petersburg. Quaglio schuf die Bühnenbilder für die Uraufführung zu Richard Wagners Opern Tannhäuser (1845), Lohengrin (1850) und Tristan und Isolde (1865).
Sein Grab befindet sich im alten Südlichen Friedhof in München. Er war der Vater von Eugen Quaglio (* 3. April 1857 in München; † 25. September 1942 in Berlin).

## Werke (Auszüge)
- Dekorationen zu Wagneropern nach genauen Angaben König Ludwigs II.
- Schloß Herrenchiemsee, Innenausstattung
- 1871, Aquarell mit Gold “Ansicht des Schlafzimmers König Ludwigs II. in Linderhof”; König Ludwig II. Museum